# Gens Decia
Die Decier (lateinisch Decii, gens Decia) waren ein antikes römisches Plebejergeschlecht (gens) mit dem Gentilnamen Decius (weibliche Form: Decia).
Bekannt wurde es durch drei Angehörige (Vater, Sohn und Enkel) namens Publius Decius Mus, die sich geopfert haben sollen, um römische Heere zu retten; der erste in der Schlacht am Vesuv (340 v. Chr.), der zweite im 3. Samnitenkrieg in der Schlacht bei Sentinum in den Marken (295 v. Chr.), der dritte im Krieg gegen Pyrrhos in der Schlacht bei Asculum (Ascoli Satriano, 279 v. Chr.).

## Mitglieder
Quelle:
- Decius Paulinus, letzter römischer Konsul 534
- Marcus Decius, sagenhafte Gestalt in der Frühzeit der Republik, Volkstribun 491 v. Chr.
- Publius Decius Mus (Konsul 340 v. Chr.) († 340 v. Chr.), römischer Politiker
- Publius Decius Mus (Konsul 312 v. Chr.) († 295 v. Chr.), römischer Politiker, Konsul 312, 308, 297 und 295 v. Chr.
- Publius Decius Mus (Konsul 279 v. Chr.) († 279 v. Chr.), römischer Politiker